# 城東村 (京都府)
城東村（しろひがしむら）は、京都府与謝郡にあった村。現在の宮津市中心部の南・東一帯にあたる。

## 地理
- 海洋：宮津湾
- 山岳：題目山

## 歴史
- 1889年（明治22年）4月1日 - 町村制の施行により、惣村・皆原村・滝馬村・波路村・山中村・宮村・獅子崎村・猟師町および鍛冶町の一部（文珠街道沿いの町地を除く）の区域をもって発足。
- 1924年（大正13年）9月1日 - 宮津町に編入。同日城東村廃止。

## 交通

### 鉄道路線
村域を鉄道省の宮津線（現・京都丹後鉄道宮舞線）が通過するが、駅は所在しなかった（宮津駅が至近に所在）。また、現在は旧村域に京都丹後鉄道宮福線の宮村駅が所在するが、当時は未開業。